# Duumvir
Un duumvir (dérivé du latin duo, deux) est, dans la période romaine antique, un magistrat d'un collège de deux membres, institué pour exercer conjointement certaines fonctions spéciales, le plus souvent temporaires. Cette magistrature municipale s'appelle le duovirat.

## Types de duumvir
On distinguait :
- Les duumvirs frumentaires, chargés à Rome de distribuer le blé au peuple. cette fonction fut assumée de façon permanente sous l'Empire par le préfet de l'annone, rendant inutile la nomination de duumvirs frumentaires.
- Les duumvirs dédicateurs (Duumviri aedi dedicandae) : un collège de deux magistrats était parfois créé à Rome, avec mission spéciale de procéder à la dédicace d'un temple. Cette mesure était prise dans le cas où les magistrats supérieurs, consuls, censeurs et préteurs, ordinairement chargés de cet office, en étaient empêchés pour une cause quelconque. Le motif le plus fréquent était qu'on désirait réserver l'honneur de la dédicace à celui qui avait promis à la divinité de lui élever un sanctuaire. Mais, comme un assez long temps s'écoulait nécessairement entre la promesse et l'achèvement de l'édifice, l'auteur du vœu pouvait ne plus être en charge et c'est pourquoi on lui donnait le titre de duumvir. Il représentait dans cette circonstance le chef de l'État, avait un pouvoir assimilé à celui du consul et marchait probablement escorté des douze licteurs. Il arrivait aussi que l'auteur du vœu fût mort et, dans ce cas, on choisissait un membre de sa famille, son fils par exemple, ou un collègue survivant pour le remplacer dans les fonctions de magistrat dedicans. Cette magistrature n'est plus mentionnée après la République : la dernière mention de cet usage apparait en -1, quand Auguste revêtit d'un pouvoir consulaire ses deux fils adoptifs, Gaius et Lucius, en les chargeant de faire la dédicace du temple de Mars vengeur.
- Les duumvirs édificateurs (Duumviri aedi locandae) : Quand le vœu prononcé avait été ratifié par la volonté du peuple et que la construction du temple était décidée, il fallait en déterminer l'emplacement et veiller à ce que l'exécution du bâtiment s'effectuât dans les meilleures conditions possibles. On créait à cet effet deux duumvirs, chargés de s'entendre avec des entrepreneurs, d'examiner les devis, de prévoir les frais, etc., en un mot, de faire l'adjudication au nom de l'État. Ils sont distincts des duumviri aedi dedicandae et la dédicace peut être confiée à d'autres qu'eux. Mais on voit quelquefois l'auteur du vœu faire commencer la construction en vertu d'un sénatus-consulte, par conséquent avec les fonctions de duumvir aedi locandae. Parfois aussi c'est le consul lui-même, ou le censeur, ou l'édile, qui remplit cet office. Cette magistrature disparaît sous l'Empire.
- Les duumvirs coloniaux ou municipaux (Duumviri juridicundo), magistrats supérieurs des colonies ou des municipes, qui y remplissaient les fonctions équivalentes à celles des consuls de Rome et en avaient le rang.
- Les duumvirs quinquennaux (Duumviri quinquennales), duumvirs coloniaux ou municipaux, élus tous les cinq ans, et effectuant alors les fonctions de censeur dans leur cité (actualisation des listes de citoyens, selon leur rang).
- Les Duumviri sacris faciundis : collège sacerdotal créé sous la monarchie romaine. Ce collège fut porté à dix membres en -367 (decemvir), puis à quinze au Ier siècle av. J.-C. : voir Quindecemviri sacris faciundis.